# Patrick Loiseau (homme politique)
Pour les articles homonymes, voir Loiseau.
Pour l'écrivain, voir Patrick Loiseau.
Patrick Loiseau, né le 8 mai 1960 à Luçon, est un homme politique français. Membre de La République en marche, il est député de la deuxième circonscription de la Vendée de 2019 à 2022.

## Biographie
Patrick Loiseau est titulaire d’un diplôme d'études approfondies (DEA) de droit et de science politique. Il est cadre supérieur de la fonction publique en Vendée, spécialisé dans l’action sociale et le logement social.
Il adhère à En marche en 2016. Lors des élections législatives de 2017, il se présente dans la deuxième circonscription de la Vendée comme suppléant de Patricia Gallerneau (MoDem), qui est élue députée et à laquelle il succède après sa mort, le 6 juillet 2019. Cette dernière a démissionné la veille pour qu'une élection partielle soit organisée mais sa lettre ayant été reçue après sa mort, Patrick Loiseau lui succède finalement. Un recours formé par Raoul-François Mestre, concernant son installation en qualité de député, devant le Conseil constitutionnel est rejeté le 26 septembre 2019, celui-ci se déclarant incompétent.
Bien que membre de La République en marche, Patrick Loiseau rejoint en septembre 2019 le groupe du Mouvement démocrate et apparentés,, qui était déjà celui de Patricia Gallerneau. En septembre 2020, alors qu’il était apparenté au groupe MoDem depuis 2019, il intègre pleinement le groupe. Il siège au sein de la commission de la Défense nationale et des Forces armées.
Lors des élections législatives de 2022, alors qu'il est candidat à sa réélection, il n'obtient pas l'investiture de la coalition Ensemble. Il décide malgré tout de maintenir sa candidature dénonçant « l’arrivisme électoral » de la candidate ayant obtenu l'investiture,. Le 12 juin 2022, Patrick Loiseau obtient seulement 3,96 % des voix,.